# Jean-Gaspard Heilmann
Jean-Gaspard Heilmann (geboren um 1718 in Mülhausen oder Soultz; gestorben am 27. November 1760 in Paris) war ein elsässischer Bildnis-, Genre-, Historien- und Landschaftsmaler sowie Kupferstecher und Radierer des 18. Jahrhunderts.

## Leben
Heilmann war ein Sohn des deutschstämmigen Gerbers Johann-Ulrich (Jean-Ulric) Heilmann (1689–1720) und dessen Frau Madeleine (geborene Dollfus, 1689–1764), die am 12. Juni 1713 in Mülhausen geheiratet hatten. Sein Vater starb am 15. Januar 1720. Seine Mutter war eine Tochter des Kürschners Jean-Gaspard Dollfus und dessen Frau Madeleine (geborene Heilmann). Sie heiratete am 24. Mai 1722 den Knopffabrikant Jean-Jacques de Bihl († 26. Februar 1745). Heilmann erhielt eine gute Ausbildung, lernte Latein und wurde für zwei Jahre nach Neuchâtel geschickt, um seine Französischkenntnisse zu verbessern. Ursprünglich hatte seine Mutter für ihn eine Ausbildung zum Händler vorgesehen, doch schon in frühester Kindheit zeigte sich seine starke Leidenschaft für das Zeichnen und Malen. Er zeichnete zunächst heimlich in der Nacht oder versteckte sich auf dem Dachboden des Hauses, um dort ungestört dieser Tätigkeit nachzugehen. Nach dem Tod seines Stiefvaters ernannte der Rat der Stadt den Zunftmeister Jean Heilmann zu seinem Vormund.
Heilmann ließ sich in Schaffhausen vier Jahre lang durch den Maler Deggeler (Johann Caspar, 1691–1755 oder Hans Leonhard Deggeller, 1702–1744) in der Malkunst ausbilden. In dieser Zeit lernte er auch Jakob Emanuel Handmann kennen, der bei Johann Ulrich Schnetzler lernte und seine Begeisterung für die Kunst teilte. Anschließend war er am Hof des Fürstbischofs von Basel tätig, so dass er von dem Erlös seiner Porträts eine Reise nach Rom finanzieren konnte. Hier besuchte er die Académie de France, studierte bei Sebastiano Conca, malte in Kirchen und Palästen und erwarb sich einen Namen als guter Kopist historischer Gemälde, beispielsweise nach Annibale Carracci oder Guido Reni. Dadurch erregte er auch die Aufmerksamkeit des französischen Botschafters und Kardinals Pierre Guérin de Tencin in Rom, der bei ihm Kopien nach Domenichino bestellte und ihn 1742 mit nach Paris nahm. Bis 1752 wohnte er im Haus des Kardinals. In Paris lernte er den Maler François Boucher und den Kupferstecher Johann Georg Wille kennen und ließ sich von ihnen weiter ausbilden. Die Historienmalerei trat in den Hintergrund und er wandte sich der Bildnis- und Genremalerei, der Darstellung von Landschaften und dem Stillleben zu. Zuletzt studierte er zudem die Farbenchemie. Einige seiner Werke wurden von anderen Künstlern wie Juste Chevillet, Christian von Mechel, Johann Rudolf Mezger (1739–1768) oder Johann Georg Wille gestochen.
Etwa 14 Jahre vor seinem Tod hatte er heimlich geheiratet, er hatte jedoch keine Kinder.

## Werke (Auswahl)
Drei seiner Werke kamen in das Musée de peinture de Mulhouse: das Porträt des Malers in Atelierkleidung aus dem Besitz von Godefroy Engelmann, das Selbstbildnis in Fantasiekleidung (1740) und das Porträt des Kupferstechers Wille, beide aus dem Besitz von Frédéric Engel-Dollfus (1818–1883).
- Kopie eines Porträts der Prinzessin de Condé nach Jean-Marc Nattier
- La joli Ménagère
- drei Porträts der Grafen von der Leyen (verschollen)
- Köchin mit Rebhuhn
- zwei Bildnisse seiner Schwester Le bon exemple und Melle sa Soeur
- zwei Selbstbildnisse

Nach seinen Werken
- Der Obelisk zu Ehren Pabst Pius II. mit dessen Medaillon oder Das Jubiläum der Baseler Universität (von Christian von Mechel 1760 gestochen)[6]
- Portrait des Cardinal Erzbischof Pierre de Tencin (von Johann Georg Wille gestochen)[7]
- Lodewyk de XV. Koning van Vrankryk en Navarre. (von Jacobus Houbraken gestochen)[8]